# Bill Bates
William Frederick „Bill“ Bates (* 6. Juni 1961 in Knoxville, Tennessee) ist ein ehemaliger US-amerikanischer American-Football-Spieler. Er spielte als Safety für die Dallas Cowboys in der National Football League (NFL).

## College
Bates erhielt im Jahr 1980 ein Stipendium an der University of Tennessee. Dort spielte er als Safety bis 1983 vier Jahre Football bei den Tennessee Volunteers.

## Profizeit
Bates stieß als Free Agent 1983 zu den Dallas Cowboys. Für einen Spieler, der nie in einer Draft Entry verpflichtet wurde, begann er eine außergewöhnliche Karriere. Bates kam überwiegend in Situationen zum Einsatz, bei der ein fünfter oder sechster Rückraumverteidiger benötigt wird – bei der sogenannten Nickel Defense oder der sogenannten Dime Defense. Überwiegend Verwendung fand er jedoch in den Special Teams, die in Situationen auf das Feld kommen, bei denen ein Punt oder ein Kick ausgeführt wird oder die Ausführung eines solchen Spielzugs vom Gegner zu erwarten ist. In diesem Mannschaftsteil wurde Bates zum Captain der Dallas Cowboys. Bates Zuverlässigkeit und der Respekt, den er sich bei seinen Mitspielern und bei den Gegenspielern erworben hatte, waren derart groß, dass er noch heute als Beispiel für den klassischen Special-Team-Spieler dient. Die Cowboys, zu diesem Zeitpunkt ein mittelmäßiges Footballteam, bauten um Bates, nachdem Jerry Jones die Mannschaft 1989 gekauft hatte und Jimmy Johnson das Traineramt von Tom Landry übernommen hatte, die Special Teams auf. 
Durch die Abgabe von Leistungsträgern, wie dem Runningback Herschel Walker an die Minnesota Vikings, wurden Draftrechte erworben und in den Erwerb neuer Spieler investiert. Zahlreiche in die Jahre gekommene Spieler wurden nicht weiterverpflichtet, nicht so Bates; er blieb bis zu seinem Karriereende bei den Cowboys. Im Laufe der nächsten Jahre wurden zahlreiche Schlüsselspieler als Rookies oder von anderen Vereinen verpflichtet – der Wide Receiver Alvin Harper, der Halfback Emmitt Smith, der Fullback Daryl Johnston, der Quarterback Troy Aikman, der Tight End Jay Novacek oder der Offensive Tackle Erik Williams. Darüber hinaus gelang es dem bereits seit 1988 bei den Cowboy spielenden Wide Receiver Michael Irvin, einen Kreuzbandriss zu überwinden. Der bereits seit längerer Zeit bei den Cowboys spielende Jim Jeffcoat, der Defensive Tackle Chad Hennings und der 1992 verpflichtete Safety Darren Woodson halfen, aus der Defense ein Bollwerk zu machen. Die Cowboys entwickelten sich zu dem dominierenden Footballteam der 1990er Jahre. 
Bates gewann mit den Cowboys dreimal den Super Bowl – im Endspiel 1992/93 Super Bowl XXVII gegen die Buffalo Bills mit 52:17, im Endspiel 1993/94 Super Bowl XXVIII erneut gegen die Mannschaft aus Buffalo mit 30:13 und im Endspiel 1995/96 Super Bowl XXX gegen die Pittsburgh Steelers mit 27:17, wobei er im letztgenannten Spiel aufgrund einer Verletzung nicht zum Einsatz kam. 
1997 beendete Bates nach 15 Spielzeiten seine Karriere als Spieler. Als Abwehrspieler gelangen ihm 14 Interceptions in 217 Spielen während der Regular Season.

## Ehrungen
Bates spielte 1984 einmal im Pro Bowl, dem Endspiel der besten Spieler aller Mannschaften einer Saison. Er befindet sich in der Hall of Fame seiner Heimatstadt Knoxville. Die Fans der Cowboy zeichneten ihn fünfmal mit dem Bob Lilly Award aus. Die Auszeichnung erhalten Spieler mit herausragenden Eigenschaften als Teamführer.

## Nach der Karriere
Bates wurde nach seiner Spielerlaufbahn einer der Trainer der Special Teams bei den Cowboys und später Trainer der Special Teams der Jacksonville Jaguars und arbeitet zurzeit als Trainer an einer High School. Ferner betreibt er eine Ranch.

## Quelle
- Jens Plassmann: NFL – American Football. Das Spiel, die Stars, die Stories (= Rororo 9445 rororo Sport). Rowohlt, Reinbek bei Hamburg 1995, ISBN 3-499-19445-7.

| Personendaten    | Personendaten                               |
| ---------------- | ------------------------------------------- |
| NAME             | Bates, Bill                                 |
| ALTERNATIVNAMEN  | Bates, William Frederick                    |
| KURZBESCHREIBUNG | US-amerikanischer American-Football-Spieler |
| GEBURTSDATUM     | 6. Juni 1961                                |
| GEBURTSORT       | Knoxville, Tennessee                        |